# Raadeïta
La raadeïta és un mineral de la classe dels fosfats, que pertany al grup de l'al·lactita. Rep el nom en honor de Gunnar Raade (1944-), conservador sènior de Minerals Emeritus, del Museu d'Història Natural d'Oslo, a Noruega, en reconeixement de la seva contribució a la mineralogia dels fosfats de magnesi.

## Característiques
La raadeïta és un fosfat de fórmula química Mg₇(PO₄)₂(OH)₈. Va ser aprovada com a espècie vàlida per l'Associació Mineralògica Internacional l'any 1996, i la primera publicació data del 2001. Cristal·litza en el sistema monoclínic.
Segons la classificació de Nickel-Strunz, la raadeïta pertany a «08.BE: Fosfats, etc. amb anions addicionals, sense H₂O, només amb cations de mida mitjana, (OH, etc.):RO₄ > 2:1» juntament amb els següents minerals: augelita, grattarolaïta, cornetita, clinoclasa, arhbarita, gilmarita, allactita, flinkita, argandita, clorofenicita, magnesioclorofenicita, gerdtremmelita, dixenita, hematolita, kraisslita, mcgovernita, arakiïta, turtmannita, carlfrancisita, synadelfita, holdenita, kolicita, sabel·liïta, jarosewichita, theisita, coparsita i waterhouseïta.

## Formació i jaciments
Va ser descoberta a la pedrera Tingelstadtjern, que es troba a la localitat de Modum, a Buskerud, Noruega. Es tracta de l'únic indret de tot el planeta on ha estat descrita aquesta espècie mineral.